# 34760 Ciccone
34760 Ciccone è un asteroide della fascia principale. Scoperto nel 2001, presenta un'orbita caratterizzata da un semiasse maggiore pari a 2,7756273 au e da un'eccentricità di 0,0896867, inclinata di 2,96194° rispetto all'eclittica. Ha un diametro di 5,665 km.
Il nome ricorda la cantante Madonna, il cui vero cognome è appunto Ciccone.